# Eu Sei que Vou te Amar
Eu Sei que Vou Te Amar es el nombre de una película dramática brasileña dirigida por Arnaldo Jabor y protagonizada por Fernanda Torres.
La película participó en el Festival de Cannes, donde fue seleccionada para la exhibición principal, compitiendo por la Palma de Oro. Torres recibió el premio a la Mejor interpretación femenina , convirtiéndose en la primera actriz brasileña en ganar uno de los premios cinematográficos más prestigiosos del mundo. Fue lanzado comercialmente el 17 de abril de 1986.

## Sinopsis
En un espacio único, con una estructura teatral que oscila siempre entre una acción real y otra imaginaria, una pareja se encuentra después de su separación. Un encuentro desgarrado, donde la ironía, la tristeza, el humor y la nostalgia por lo vivido estarán siempre presentes. Una reflexión profunda y poética acerca del amor y las contradicciones humanas.

## Reparto
| Actor                | Personaje |
| -------------------- | --------- |
| Fernanda Torres      |           |
| Thales Pan Chacon    |           |
| Paulo Henrique Souto |           |

## Producción
La película se dio rodaje en Río de Janeiro.